# Morgen fällt die Schule aus
Morgen fällt die Schule aus (mit Untertitel Die Lümmel von der ersten Bank, 6. Teil) ist eine deutsche Filmkomödie, die 1971 unter der Regie von Werner Jacobs in Baden-Baden, München und Amsterdam gedreht wurde. Die Hauptrollen sind mit Heintje, Hansi Kraus, Theo Lingen, Rudolf Schündler und Ralf Wolter sowie den Gaststars Fritz Tillmann, Heinz Reincke, Eva Maria Meineke und Evelyn Opela besetzt. Der Film ist der sechste Teil der Filmreihe Die Lümmel von der ersten Bank.
Die Produktion von Franz Seitz wurde am 27. Mai 1971 in München (Mathäser) uraufgeführt.

## Handlung
Pepe Nietnagels Vater, einem Briefmarkenhändler, wird in Amsterdam eine wertvolle Sammlung aus dem Auto gestohlen. Doch der junge Straßenmusikant Pit van Dongen entreisst dem Dieb die Sammlung und bringt sie zurück. Zum Dank lädt dieser Pit zu sich nach Baden-Baden ein, weil er sich als ausgesprochener Briefmarkenkenner und passionierter Sammler erweist. Angekommen wird er von Pepe abgelehnt, weil er vom Vater als leuchtendes Beispiel dargestellt wird. Er geht Pepe hinterher und wird über Pepes Verhalten aufgeklärt, über den neuesten Streich informiert und trägt selbst mit einem Vorschlag bei. 
Opfer ist der Physik-Lehrer Blaumeier, dem ein Physikexperiment aufgedrängt wird, welches die Hosentasche des Lehrers mit einer Flasche Starkbier füllt und den Rektor auf den Plan ruft. Der entdeckt den neuen Schüler und bringt ihn 3 Jahrgänge tiefer bei der Musiklehrerin unter. Dadurch verpasst Pit leider den nächsten Streich, wird aber auch nicht zum Nachsitzen am Samstag verdonnert. Er ist aber trotzdem vor Ort, um als Heizungslehrling ohne Chef die über dem Nachsitzraum liegende Wohnung des Rektors unter Wasser zu setzen und so das Nachsitzen zu beenden. 
Trotz Brille und Kappe erkennt die Frau des Rektors ihn wieder und Rektor Taft verlangt von ihm Schadensersatz in Höhe von fast 1000 DM. Doch zum Glück fällt Pepe etwas ein, um den finanziellen Schaden zu egalisieren. Unerwartete Hilfe erhält er hierbei von Bus-Unternehmer Vogler, der eine Stinkwut auf die Pauker hat, weil sich kurz vorher Kollege Blaumeier über die von ihm erledigten und komplett falschen Hausaufgaben seiner Tochter lustig gemacht hat. Vogler beteiligt sich an dem Plan, den Lehrerausflug in der Nähe der Jagdhütte von Pepes Vater durch einen vorgeschobenen Grund enden zu lassen. Pepe hingegen verkleidet sich als Voglers Frau und macht am Ziel des Ausfluges die Lehrer mit Schnaps im Bier betrunken. 
Die auf der Rückfahrt wegen eines angeblichen Achsbruchs zurück gelassenen Lehrer lockt er in die Jagdhütte und animiert Lehrer Geis, eine Scheibe zu zerstören, um die Hütte zu betreten. Dann sagt er den Lehrern, er ginge zum Treffpunkt zurück, stattdessen fährt er mit dem in der Garage stehenden Auto zu seinem Vater und informiert ihn über den Einbruch. Der anwesende Polizist eilt zur Hütte und verhaftet die "Räuberbande" noch am Sonntagabend. Daher kann das komplette Kollegium montags nicht in der Schule sein und die Schule fällt aus. Das Versprechen, eine Mark von jedem Schüler, wenn am Montag die Schule ausfällt, wird somit fällig und so kann Pit den Schadensersatz bezahlen. 
Zu allem Überfluss werden die Lehrer noch mit der grünen Minna zur Schule gebracht und von Pepe fotografiert. Diese Fotos werden im Beisein von Pepes Vater, der wegen des Schulausfalls Wut vortäuscht und Pits Vater, der vorgibt, von der UNESCO zu sein, auf den Tisch des Lehrerzimmers gelegt. Die beiden Väter bieten Geld für die Fotos, der falsche UNESCO Mann bietet für die UNESCO einen großen Betrag, der nur von Rektor Taft überboten wird, der den Zuschlag erhält. Pepe fordert trotz des Tisches voller Münzen einen Scheck, worauf dem Rektor der für Pepe typische Spruch "Man fasst es nicht" aus dem Munde kommt. So ist die Blamage perfekt.

## Entstehungsgeschichte

### Vorgeschichte
Der Constantin-Filmverleih brachte im Jahr 1971 zwei „Pauker“-Filme in die bundesdeutschen Kinos. Beide wurden von dem bewährten Regisseur Werner Jacobs inszeniert. Neben Zwanzig Mädchen und die Pauker war dies Morgen fällt die Schule aus, der sechste Teil der Filmreihe Die Lümmel von der ersten Bank. Der Film trug zunächst noch den Arbeitstitel Ab morgen fällt die Schule aus. Konkurrierende Filmverleihe realisierten 1971 keine „Pauker“-Komödien.

### Produktion
Gleich nach der Fertigstellung des Films Zwanzig Mädchen und die Pauker… begannen für Werner Jacobs und einen Teil seines Teams die Dreharbeiten zu Morgen fällt die Schule aus. Von Februar bis März 1971 drehte man vor allem in Baden-Baden und am Maximiliansgymnasium in München, das zum vierten Mal als Mommsen-Gymnasium zu sehen war. Eine Besonderheit stellten diesmal auch einige Außenaufnahmen in Amsterdam dar, in denen Produzent Franz Seitz einen Cameo-Auftritt als Briefmarkenhändler hatte.
Von der Stammbesetzung der echten „Lümmel“-Filme standen diesmal unter anderem Hansi Kraus, Theo Lingen, Rudolf Schündler, Balduin Baas und Hans Terofal vor der Kamera. Nach einem Gastauftritt im zweiten und einer Hauptrolle im vierten Teil war auch wieder der damalige Kinderstar Heintje zu sehen, diesmal jedoch zu deutlich gemeineren Scherzen aufgelegt. Für weitere Gastrollen konnte man unter anderem Fritz Tillmann, Ralf Wolter, Heinz Reincke, Eva Maria Meineke, Evelyn Opela, Franz Muxeneder und Hugo Lindinger verpflichten. Zum dritten Mal sah man Carola Höhn als Frau Nietnagel.

### Musik
Rolf Alexander Wilhelm war zum fünften Mal als Filmkomponist für einen Teil der Reihe verantwortlich. Das Titellied Morgen fällt die Schule aus wurde von Heinz Gietz produziert und komponiert. Den Text schrieb Kurt Hertha. Es erschien auf Single auf dem Label Cornet.
Außerdem fanden im Film einige Schlager von Heintje Verwendung:
- Nicht traurig sein
- A Happy Lad
- Die Blümelein, sie schlafen
- Schneeglöckchen im Februar

Die drei letzten Titel waren seinerzeit auf Schallplatten des Labels Ariola erhältlich.

## Rezeption
Die FSK gab den Film am 17. Mai 1971, zehn Tage vor der Uraufführung, ab sechs Jahren frei. Der Film erwies sich abermals als geschäftlicher Erfolg. 1972 wurde die Filmreihe mit dem letzten Teil Betragen ungenügend! (Regie: Franz Josef Gottlieb) fortgesetzt. Es erschienen aber auch noch weiterhin Filmkomödien zum Thema Schule, wie zum Beispiel die von Werner Jacobs inszenierte Komödie Meine Tochter – deine Tochter (1972).

### Kritik
„Sechster Teil der ‚Lümmel- und Pauker‘-Filme, in denen pubertäre Pennälerstreiche das Handlungsgerüst für schwachsinnigen Serienklamauk abgeben, der gelegentlich für Schlagerdarbietungen unterbrochen wird.“